# Stelling van Hurwitz
In de complexe functietheorie, een deelgebied binnen de wiskunde, beweert de stelling van Hurwitz, genoemd naar Adolf Hurwitz, ruwweg dat als een rij van holomorfe functies onder bepaalde voorwaarden uniform convergeert naar een holomorfe functie op compacte verzamelingen, dat deze functies en de limietfunctie dan na een tijdje hetzelfde aantal nulpunten in enige open schijf hebben.